# Рас-Нусрани
Рас-Насрани (араб. رأس نصراني‎ — Христианский мыс) — мыс, расположенный на юго-восточном побережье Синайского полуострова, напротив Тиранского пролива. Место популярно среди любителей дайвинга и является частью города-курорта Шарм-эш-Шейхе, который расположен в 10 км северо-восточнее центра города. Международный аэропорт Шарм-эш-Шейха расположен в 2 км к западу от мыса. 
На мысе построено несколько гостиниц: Sunrise Remal Resort, Sunrise Remal Beach Resort, Pickalbatros Palace Resort. Южнее находятся виллы Монтаза, а севернее гостиница Coral Beach Montazah. 

Укоренившееся название бухты Рас-Насрани неверно используется в туристической отрасли, так как мыс не может быть бухтой. 
Различают два одноименных дайв-сайта Рас-Насрани — «Лайт» с глубиной 40 м и сильным течением и «Поинт» с глубиной 20-25 м и большими коралловыми рифами.

На коралловой стене есть маленькие башенки и расщелины, в которых скрываются гигантские мурены и аротроны. На сайте есть песчаное плато, где можно потренировать контроль плавучести, проплывая в установленные на песке обручи. Здесь можно отыскать красный анемон в коралловом саду на глубине 12 метров. Сад находится на глубине от 5 до 14 метров, здесь есть мягкие кораллы, веера горгонарий и массивные пориты. Здесь находится большая колония красивых моллюсков — тридакн. 
Дайв-сайт подходит для снорклеров и дайверов любого уровня. Простой дайв-сайт и хорошее место для ночных погружений, но течение может быть очень сильным вокруг мыса.